# Догма (филм)
„Догма“ (на английски: Dogma) е американски филм – фантастична комедия с елементи на сатира срещу християнството и Католическата църква – от 1999 година на режисьора Кевин Смит.

## Сюжет
Внимание:  Текстът по-долу разкрива сюжета на произведението (или части от него)!
Близо до Ню Джърси, на брега на океана, неизвестен човек е нападнат от трима тийнейджъри на ролкови кънки. Те нанасят жесток побой на нещастника, в резултат на което неизвестният изпада в кома и попада в болницата. Водач на тийнейджърите (всъщност млади демони) е коварният Азраел – ангел, хвърлен в Ада. Той идва от подземния свят, за да осъществи своя хитър план.
В същото време други двама паднали ангели, Бартълби и Локи, изгонени от Рая в щата Уисконсин, мечтаят да се върнат обратно. Ангелите намират решение на проблема в подхвърлена вестникарска статия. Римският папа обявява портите на църквата в Ред Банк, Ню Джърси, за портите на „върховната индулгенция“, тоест всеки, който влезе в храма, ще получи пълна прошка от Бог. Бартълби и Локи решават, че ще станат смъртни, ще си отрежат крилата, ще отидат в тази църква и след физическа смърт ще отидат в Рая.
А в Илинойс една девойка на име Бетани Слоун се оплаква, че вярата ѝ в Бог става все по-малка и по-малка. Бетани няма семейство, безплодна е и ѝ се струва, че Бог я е изоставил. Изведнъж през нощта Метатрон, главата на всички ангели, се явява на Слоун. Той насърчава Бетани да стане „воин“, който да не позволи на ангелите да влязат в църквата. Метатрон обяснява, че ако Бартълби и Локи бъдат опростени, това ще разруши основната догма на всичко – непогрешимостта на Бог. Тогава всичко ще рухне, върхът ще стане дъно, дъното ще стане връх и тъмнината ще погълне Света. Според Метатрон, Слоун ще бъде подпомагана от двама пророци, които скоро ще срещне. На път за работа Бетани е нападната от трима демона на ролкови кънки, които са прогонени от двамата предсказани пророци. Те са наркодилърите Джей и Мълчаливият Боб. Те се съгласяват да помогнат на Слоун и по-късно към тях се присъединяват Черният Руфъс, 13-ият апостол на Исус Христос, и Серендипити, муза на творческо вдъхновение, която сега работи в стриптийз клуб. В този клуб Бетани и нейните приятели са атакувани от Голготан (най-страшния демон от Ада, създаден от човешки екскременти), но Мълчаливият Боб побеждава подлото чудовище, използвайки спрей за чист въздух.
Във влака за Ню Джърси Бетани се натъква на Бартълби и Локи, които също са на път за Ню Джърси. След едно питие Слоун разказва за мисията си на Бартълби, след което той се опитва да я убие, но Бетани отново е спасена от Мълчаливия Боб, който изхвърля ангелите от влака. Сега Бартълби и Локи знаят, че ако влязат в църквата, това ще унищожи света около тях. Локи не иска такива ужасни последици, но Бартълби, който все още е ядосан на Бог за изгнанието, убеждава приятеля си да завърши започнатото.
В Ню Джърси, Слоун най-накрая научава от Метатрон защо именно тя, а не самият Бог трябва да спре ангелите. Първо, Бог, който редовно слиза на Земята в нечие човешко тяло, така и не се върна на Небето. И второ, Бетани е последният пряк потомък на Христос и затова трябва да завърши тази трудна мисия. Пророкът Джей ѝ предлага просто решение – да убеди кардинал Глик да отмени празника и да затвори църквата. Слоун и нейните приятели се опитват да го направят, но всичко е напразно. И скоро те са нападнати в един бар от Азраел и трима демона. Ликуващият Азраел казва, че именно той е измислил този коварен план и сега остават само няколко минути преди Бартълби и Локи да влязат в църквата. Мълчаливият Боб напада Азраел и го убива с палка за голф, открадната от кардинал Глийк, докато тримата му поддръжници Джей, Руфъс и Серендипити са удавени в съдомиялна машина, благословена от Слоун. След като приключват с демоните, приятелите отиват в църквата в Ред Банк, за да унищожат Бартълби и Локи.
Същевременно близо до тази църква става страшно клане. Бартълби разкрива крилата си и започва да унищожава хората подред, като ги вдига и пуска от голяма височина. Локи, който е отрязал крилете си и е смъртен, се опитва да спре приятеля си, но обезумелият Бартълби го убива. Бартълби е атакуван от Руфъс и Серендипити, докато Бетани и Мълчаливият Боб бягат към болницата, за да изключат  системата за поддържане на живота на някакъв непознат. Именно в този непознат Бог е заключен като в клетка и щом този човек умре, Бог ще се освободи и всичко ще свърши. Слоун успява да изключи системата за поддържане на живота, а Бартълби, който почти е избягал в църквата, среща самия Бог на вратата. Разкрива се, че Бог е жена и с истинския си глас Бог убива Бартълби, като му взривява главата.
Мълчаливият Боб носи безжизненото тяло на Бетани в църквата, но Бог я възкресява и премахва всички следи от клането, организирано от бунтовните ангели. Бог, Метатрон, Руфъс и Серендипити се завръщат на небето, а Слоун, която забременява благодарение на Бога, и двамата пророци остават на грешната Земя, за да се бият някой ден отново за Доброто и Светлината срещу Злото и Тъмнината.

## Актьорски състав
| Актьор            | Роля                                           |
| ----------------- | ---------------------------------------------- |
| Линда Фиорентино  | Бетани Слоун – служителка на клиника за аборти |
| Мат Деймън        | Локи – паднал ангел, бивш бич на Бога          |
| Бен Афлек         | Бартълби – паднал ангел, приятел на Локи       |
| Салма Хайек       | Серендипити                                    |
| Джейсън Лий       | Азраел – паднал ангел, дяволско миньонче       |
| Джейсън Мюс       | Джей – разговорлив пророк                      |
| Кевин Смит        | Мълчаливият Боб – мълчалив пророк              |
| Алън Рикман       | Метатрон – главен ангел и Божи глас            |
| Крис Рок          | Руфус – тринадесети апостол                    |
| Джордж Карлин     | Кардинал Игнатий Глик                          |
| Бъд Корт          | неизвестен от Ню Джърси                        |
| Аланис Морисет    | Бог                                            |
| Джанеан Гарофало  | Лиз – приятелка на Бетани                      |
| Барет Хакни       | млад демон на ролкови кънки                    |
| Джаред Пфенигверт | млад демон на ролкови кънки                    |
| Китао Сакурай     | млад демон на ролкови кънки                    |

## Интересни факти
- Основните снимки са проведени от април до юни 1998 г. Нападението на трима демона срещу неизвестния човек е заснето в Асбъри Парк, Ню Джърси; всички останали сцени са заснети във и около Питсбърг, Пенсилвания. Срещата със Серендипити и битката със смърдящи демони са заснети в кафене „Park View“ (оттогава преименувано на „Crazy Mocha“) на „East North Avenue“ в Питсбърг.
- Кевин Смит иска „Догма“ да бъде режисирана от Робърт Родригес. Родригес харесва сценария, но убеждава Смит сам да режисира филма.
- Работата на Кевин Смит с Линда Фиорентино е много трудна, режисьорът и актрисата редовно се противопоставят и понякога изобщо не си говорят в продължение на дни.
- Специално за филма е създадена детската площадка на ресторант „Mooby“, подобна на гигантска месомелачка.
- Кевин Смит се обръщя към Алън Рикман за ролята на Метатрон с известен трепет, тъй като Рикман вече е истинска „звезда“ от световна класа и е играл в сериозни филми. Въпреки това, след като прочита сценария, Рикман, който има страхотно чувство за хумор, веднага се съгласява и задава на режисьора само два въпроса: „Сигурни ли сме, че ще играем този сценарий?“ и „Ще имам ли истински крила или ще е CGI?“.
- Аланис Морисет първоначално е решено да играе Бетани Слоун, но не успява да я изиграе заради световно си турне през 1998/99 г. Ролята е дадена на Фиорентино и когато турнето на Аланис приключва, ѝ е предложено да играе Бог като „компенсация“.
- Героите планират последното си действие в ресторант „Grand Concourse“ в реставрираната гара на Питсбърг и езерото Ери.
- Кевин Смит написва сценария за „Догма“, преди да напише сценария за „Продавачи“ (1994), но го отлага с пет дълги години, защото иска да направи филма с правилните визуализации.
- Първата фраза, която Голготан казва – „и всичко, което съществува, ще се превърне в зловонна помийна яма“ – е цитат от комикса за Батман „Arkham Asylum. Скръбна къща в скръбна земя“, създадена от Грант Морисън. Следващата фраза на чудовището – „нито един роден на света“ – е препратка към трагедията на Шекспир „Макбет“, в един от епизодите на която вещиците обещават на главния герой, че „нито един, роден от жена, не може да ти навреди“.
- Църквата „Свети Михаил“, мястото на решаващата битка, е запустялата църква „Свети Петър и Павел“ в Ийст Либърти (един от кварталите на Питсбърг).
- Според Кевин Смит измисленият франчайз на „Mooby“ е било колективен „персонаж“. Увеселителни паркове са намек към „Дисниленд“, ресторантите за бързо хранене са „McDonald's“, а производството на играчки е насочено към „Барби“ и „Моето малко пони“.
- В началото на филма Бартълби и Локи получават плик с изрезка от вестник. На плика е домашният им адрес: Милуоки, булевард „Изкупление“ 345. Статията във вестника е написана от известната „Карол Банкър“. Всъщност тя е сценарист на този и много други филми на Кевин Смит.
- Отличителният шрифт, използван в логото и заглавието на филма, се нарича „Exocet Light“ и е собственост на „Emigre Graphics“ (Калифорния, САЩ).
- Екстериорът на „Bootlegger Bar“ е заснет в Хайлендс, Ню Джърси, родния град на Кевин Смит.
- Мексиканският ресторант, в който Метатрон действа с Бетани, се нарича „The Franklin Inn“ и се намира във Франклин Парк, северно от Питсбърг. Според Кевин Смит, Алън Рикман толкова харесал маракасите от сцената в ресторанта, че ги разтърсвал и се шегувал по цял ден, карайки целия екип да се смее на глас и да прекъсва работата.
- Президентът на Католическата лига за религиозни и граждански права Уилям Донохю критикува филма в продължение на шест месеца и публично протестира срещу създателите му, въпреки че никога не е гледал самия филм. Когато офисът на Католическата лига се обърна към Кевин Смит и го помоли да организира прожекция на противоречивия филм специално за Донохю, така че „той да може да говори за това разумно“, Кевин Смит отговаря: „Какво правеше тогава през последните шест месеца?“.
- Във филма Локи е ангелът на смъртта, а Азраел е демон, който иска да навреди на всичко. В традиционната митология е вярно обратното: Азраел е ангелът на смъртта, а Локи е скандинавският бог, който причинява вреда.
- Много католици протестират срещу този филм, но иронията е, че Кевин Смит е израснал в католическо семейство и се смята за католик.
- Актьорът Джордж Карлин приема ролята на кардинал Глик, но не иска да сваля брачната си халка (наскоро е загубил жена си) и затова Карлин носи лейкопласт на пръста си, за да скрие пръстена. Всъщност това е излишно, тъй като католическото духовенство често носи брачни халки, за да обозначи „брака“ си с църквата.
- Статуята на „Христос приятел“, използвана във филма, се намира в магазина за комикси „Jay and Silent Bob's Secret Stash“ (Ред Банк, Ню Джърси), собственост на Кевин Смит. Копия на статуята се продават в магазина и са едни от най-продаваните артикули.
- Ема Томпсън е планирано да играе ролята на Бог във филма, но забременява и изоставя проекта. Дъщеря й Гея е родена през декември 1999 г., веднага след излизането на „Догма“.
- В сцената, в която Бен Афлек и Мат Деймън са в оръжейния магазин, Бен може да се види как взима нож и си играе с него. Но ако се вгледате внимателно, можете да видите, че Афлек порязва пръста си и се отдръпва с изражение на шок на лицето.
- Крайбрежната алея, на която младите демони бият неизвестен човек, е същата, която е използвана за снимачната площадка на няколко епизода на „Семейство Сопрано“.
- Мълчаливият Боб казва само три думи във филма: „Без билет“ и „Благодаря“.
- Въпреки че Аланис Морисет се появява на екрана като Бог само за няколко минути, тя има два различни костюма. Един от тях, бяла рокля с метален корсаж и сако, е проектиран от известния френски кутюрист Кристиан Лакроа. „Роклята на Бог“ е най-скъпото облекло във филма.
- На глупавия Джей му отнема точно тридесет и пет секунди, преди да разбере шегата „Свети Барман“ и да започне да се смее.
- Робърт Холцман, дизайнерът на филма, има герой, кръстен на негово име – г-н Холцман, един от членовете на борда на „Mooby“, негодник, който „разрешава производството на кукли «Mooby» от известни токсични материали“.
- Джейсън Мюс научавал целия сценарий преди репетиция. Когато го попитали защо го прави, Мюс отговори, че „не е искал да вбеси този Рикман“.
- В сцената на летището Гуинет Полтроу седи през няколко места от Бен Афлек и Мат Деймън. Тя не участва в снимките и не влиза в кадър, просто е поканена от Афлек на снимачната площадка.
- Руфъс казва на Бетани, че момче на име Брайън Джонсън е пикало на ръката ѝ като дете. Истинският Брайън Джонсън е близък приятел на Кевин Смит, с когото работят заедно от дълго време.
- Локи обяснява на монахиня на летището скрития смисъл на поемата за Моржа и Дърводелеца в „Приключенията на Алиса в страната на чудесата“, карайки монахинята да се откаже от обета си. Иронията е, че самият Карол е бил консервативен християнин, който открито защитава християнската догма, а най-известното му произведение е използвано срещу християнската вяра.
- Локи, героят на Мат Деймън, е кръстен на бога шегаджия от скандинавската митология. 18 години по-късно Деймън изиграва във филма „Тор: Рагнарок“ актьор, който играе Локи.
- Ролята на Локи първоначално е предназначена за Джейсън Лий, но тъй като той е зает и с други проекти, ролята е дадена на Мат Деймън, а Джейсън получава ролята на Азраел за малък екран.
- Въпреки че Бог е разкрит като жена в края, по-рано във филма Бог е споменат няколко пъти като „Той“ .